# Olle Larsson (roddare)
Ej att förväxla med Olle Larsson (friidrottare)
Olof "Olle" Henrik "Stålis" Larsson, född 21 juni 1928 i Torsö församling, Skaraborgs län, död 13 januari 1960 i Trollhättans församling, Älvsborgs län, var en svensk roddare. 
Larsson tävlade för RK Three Towns och Trollhättans RS.

## Meriter

### Olympiska meriter
Stålis deltog i de olympiska sommarspelen i Melbourne 1956. Han deltog i två klasser - fyra med styrman och åtta med styrman. Silverbesättningen i fyra med styrman bestod utöver Olle Larsson av Evert Gunnarsson, Gösta Eriksson, Ivar Aronsson och Bertil Göransson. I åtta med styrman hamnade man strax utanför pallen på en fjärdeplats. Larsson satt på position "1" i både fyran och åttan. Denna plats benämns även "på topp" och innebär att roddaren befinner sig längst för ut i båten.

### Internationella meriter i övrigt
Tre guldmedaljer vid nordiska mästerskap, två silvermedaljer vid europeiska mästerskap.

### SM-meriter
Larsson blev svensk mästare åtta gånger.